# Sébastien Rouault
Sébastien Rouault (Le Chesnay, 1986. február 24. –) francia úszó. A 2010-es úszó-Európa-bajnokságon, Budapesten 800 m és 1500 m gyorson is aranyérmet szerzett. A 2008. évi nyári olimpiai játékokon, Pekingben is a francia csapat tagja volt.